# Prowincja Modena
Prowincja Modena (wł. Provincia di Modena) – prowincja we Włoszech. 
Nadrzędną jednostką podziału administracyjnego jest region (tu: Emilia-Romania), a podrzędną jest gmina.
Liczba gmin w prowincji: 47.